# 폐후 조씨
폐후 조씨 조비연(廢后 趙氏 趙飛燕, ? ~ 기원전 1년)은 개명 전 이름은 조의주(趙宜主)이며 시호는 효성황후(孝成皇后), 가족으로는 여동생 조소의가 있다. 궁녀가 되어 전한의 황제였던 한 성제의 눈에 들어 첩여가 되었다가 여동생을 후궁으로 만들고, 기원전 16년, 허황후가 폐위되자 황후가 되었다. 기원전 7년부터 기원전 1년까지 황태후가 되었다. 그러나, 황자와 후궁들을 죽이는 등 악행을 저질러 한 애제 사후인 한 평제때 왕망에 의해 황태후에서 서인으로 강등당하고 기원전 1년에 자살했다.

## 생애

### 출생부터 즉위 시절
그녀의 출신은 미천한 신분이였고, 유년기에 부모를 잃어 정도태후가 거둬들였다고 한다. 정도에서 정도왕과 사랑하는 사이가 되었고, 태후는 크게 노하여 두 사람의 사이를 갈라놓았다. 얼마 후 양아공주의 집으로 보내졌고, 이름을 조비연으로 개명하였다. 가무에 뛰어난 소질을 타고났고, 그녀의 미모에 반한 한 성제가 그녀를 후궁으로 맞이하였다. 후궁이 된 이후에는 성제의 총애를 받아 여동생을 입궁시켰고, 여동생은 소의가 되었다.

성제는 조비연을 황후로 책봉할 계획을 세운다. 태후의 강한 반대를 받았고, 기원전 18년 12월에 허황후를 몰아내고, 기원전 16년 결국 조비연은 황후가 되었다. 하지만 조비연이
황후가 되고나서부터, 성제의 총애가 점점 사라져 갔다. 성제는 조비연보다 조소의를 더 총애하였고, 조비연은 조소의를 질투하였다고 한다. 조비연은 어느 날 잘생긴 시랑 연적봉을 유혹해 성관계를 가졌다고
한다. 이를 안 성제는 조비연을 죽이려고 하나 조소의가 언니를 비호하였다고 한다.

### 사망
기원전 7년 성제가 사망하자, 상황이 변하기 시작하였다. 성제가 갑자기 사망한 그 이유가 조씨와 그의 동생 조소의가 성제의 사망에 관여 되었다는 말이 있어서, 이 일로 여동생인 조소의가 자살하였다. 이러한 위기를 맞이한 조비연이지만, 스스로 아이가 없었기 때문에 한 애제의 즉위를 지지했고, 애제가 즉위하면서 황태후로 지위가 격상되었다. 그러나, 기원전 1년에 애제가 사망하고 한 평제가 즉위하면서 지지 기반을 잃은 조비연은 왕망에 의해 종가를 어지럽혔다는 이유로 죄를 얻어 황태후에서 효성황후로 지위가 격하되었고, 그 뒤에 신분이 서인으로 강등되어 기원전 1년에 자살하였다고 한다.

## 가족 관계
- 아버지 : 성양후 조림
  - 여동생 : 소의 조씨

- 시어머니 : 효원황후 왕정군

- 남편 : 한 성제(漢 成帝)